# Nalle Hukkataival
Nalle Hukkataival (Helsinki, 8 de septiembre de 1986) es un deportista finlandés que compitió en escalada. Ganó una medalla de plata en el Campeonato Europeo de Escalada de 2006, en la prueba de bloques.

## Palmarés internacional
| Campeonato Europeo | Campeonato Europeo       | Campeonato Europeo | Campeonato Europeo |
| Año                | Lugar                    | Medalla            | Prueba             |
| ------------------ | ------------------------ | ------------------ | ------------------ |
| 2006               | Birmingham (Reino Unido) | Medalla de plata   | Bloques            |